# Buno-Bonnevaux
Buno-Bonnevaux és un municipi francès, situat al departament de l'Essonne i a la regió de Illa de França. L'any 2007 tenia 471 habitants.
Forma part del cantó de Mennecy, del districte d'Évry i de la Comunitat de comunes des 2 Vallées.

## Demografia

### Població
El 2007 la població de fet de Buno-Bonnevaux era de 471 persones. Hi havia 163 famílies, de les quals 28 eren unipersonals (20 homes vivint sols i 8 dones vivint soles), 40 parelles sense fills, 83 parelles amb fills i 12 famílies monoparentals amb fills.
La població ha evolucionat segons el següent gràfic:
Habitants censats

### Habitatges
El 2007 hi havia 252 habitatges, 169 eren l'habitatge principal de la família, 66 eren segones residències i 17 estaven desocupats. Tots els 251 habitatges eren cases. Dels 169 habitatges principals, 150 estaven ocupats pels seus propietaris, 15 estaven llogats i ocupats pels llogaters i 5 estaven cedits a títol gratuït; 1 tenia una cambra, 8 en tenien dues, 25 en tenien tres, 37 en tenien quatre i 99 en tenien cinc o més. 134 habitatges disposaven pel capbaix d'una plaça de pàrquing. A 50 habitatges hi havia un automòbil i a 108 n'hi havia dos o més.

### Piràmide de població
La piràmide de població per edats i sexe el 2009 era:
| Homes | Edats   | Dones |
| ----- | ------- | ----- |
| 0     | 95 o +  | 0     |
| 0     | 90 a 94 | 0     |
| 0     | 85 a 89 | 4     |
| 8     | 80 a 84 | 8     |
| 8     | 75 a 79 | 4     |
| 8     | 70 a 74 | 16    |
| 16    | 65 a 69 | 8     |
| 8     | 60 a 64 | 16    |
| 16    | 55 a 59 | 12    |
| 36    | 50 a 54 | 24    |
| 20    | 45 a 49 | 16    |
| 12    | 40 a 44 | 4     |
| 20    | 35 a 39 | 28    |
| 0     | 30 a 34 | 8     |
| 20    | 25 a 29 | 12    |
| 4     | 20 a 24 | 8     |
| 28    | 15 a 19 | 20    |
| 20    | 10 a 14 | 12    |
| 16    | 5 a 9   | 24    |
| 12    | 0 a 4   | 12    |

## Economia
El 2007 la població en edat de treballar era de 308 persones, 247 eren actives i 61 eren inactives. De les 247 persones actives 224 estaven ocupades (118 homes i 106 dones) i 23 estaven aturades (14 homes i 9 dones). De les 61 persones inactives 11 estaven jubilades, 31 estaven estudiant i 19 estaven classificades com a «altres inactius».

### Ingressos
El 2009 a Buno-Bonnevaux hi havia 182 unitats fiscals que integraven 520 persones, la mediana anual d'ingressos fiscals per persona era de 23.876 €.

### Activitats econòmiques
Dels 15 establiments que hi havia el 2007, 1 era d'una empresa extractiva, 6 d'empreses de construcció, 3 d'empreses de comerç i reparació d'automòbils, 1 d'una empresa financera i 4 d'empreses de serveis.
Dels 7 establiments de servei als particulars que hi havia el 2009, 3 eren paletes, 1 guixaire pintor, 1 fusteria, 1 lampisteria i 1 veterinari.
L'any 2000 a Buno-Bonnevaux hi havia 6 explotacions agrícoles.

## Equipaments sanitaris i escolars
El 2009 hi havia una escola elemental integrada dins d'un grup escolar amb les comunes properes formant una escola dispersa.

## Poblacions més properes
El següent diagrama mostra les poblacions més properes.